# Церква Святого Архистратига Михаїла (Казанів)
Церква Святого Архистратига Михаїла (Казанів) — дерев'яна церква у селі Казанів Коломийського району Івано-Франківської області, збудована у 1843 році. Парафія належить до Коломийської єпархії УГКЦ.

## Історія

### XVIII-XIX століття
Церква у селі Казанів існувала ще з початку XVIII століття. Так, у шематизмах УГКЦ за 1887 рік згадується про священика, який своїми коштами побудував церкву Михаїла Архангела. «Ks. Kaziewicz na zrebia pobudowal wlasnym kosztem cerkiew sw. Michala Archaniola» (ксьондз Казевич на зрубі лісовому своїм коштом побудував церкву Михайла Архангела). Деякі джерела стверджують, що це було ще у 1719 році. Церква, найімовірніше, мала вигляд звичайної Прикарпатської церкви: дерев’яна, покрита гонтами, біля неї дерев’яна дзвіниця, будинок священника, його сад, город та цвинтар неподалік. До речі, на мапах 1779-1783 рр. Казанівська церква також позначена.
З 1795 року священиком церкви Архистратига Михаїла з кількістю вірних 165 греко-католиків був о. Іоанн Савіцький (1749-1834). Згідно опису майна церкви Архистратига  Михаїла Отинійського деканату від 23 жовтня 1798 року храм у Казанові був у занедбаному стані, під гонтами (оцінений у 150 золотих римських); дзвіниця на дубових підвалинах у поганому стані (оцінена у 25 золотих римських); город із садом при будинкові священика і цвинтарі 5 моргів, лука 30 моргів і пасовисько 18 моргів. А вже через 45 років після цього церкву почали перебудовувати. На місці старої церкви у 1843 році за кошти громади звели нову дерев’яну трьохкупольну святиню під гонтами. Відновили також і дзвіницю поруч. На весні 1844 року святиню освятили. Церква була освячена, як і стара, на честь св. арх. Михаїла. Парохом тоді був вже Александр Левицький.
У всі часи церква була дочірньою до церкви Успіння Пресвятої Богородиці села Коршів. Богослужіння проводились і там, і там. Подекуди церкву у Коршеві називали міською, а у Казанові – сільською. Дві святині завжди об’єднювала спільна віра, традиції, один парох та спільна історія. Обидві церкви, а також церква Воскресіння Христового села Жукотин, будувалися в один і той же рік та одними й тими самими майстрами з гуцульської школи народного храмового будівництва.

### Початок XX століття
Менш ніж за 100 років, у 30-х роках XX століття, церкву знову почали відновлювати, оскільки покриття храму з часом зруйнувалося. Цього разу, як тоді було модно, церкву перекрили оцинкованою польською бляхою. Не залишилось жодних фотографій того, який вигляд мала церква до цього перекриття.
Водночас церкву св. арх. Михаїла вирішили трішки розбудувати. Бабинець (тобто по-нашому жіночник) збільшили у розмірах. Відновні роботи не оминули і дзвіницю, її теж наново перекрили бляхою. Всі ці роботи проводилися за кошти церковної громади.

### Період Другої світової війни
В період Другої світової війни церква сильно постраждала. Це було помітно по блясі, в якій було багато отворів від осколків. Також під час війни, коли лінія фронту проходила через Коршів і на Коршівському цвинтарі поховання не відбувалися, то людей, які загинули від снарядів, хоронили біля Казанівської церкви. Були десятки поховань біля церкви, біля резиденції священика, там, де зараз зводиться пам’ятний хрест, а також недалеко від сільського клубу. Після війни всі тіла були перепоховані. Залишилося тільки кілька могил поблизу церкви.

### Прихід радянської влади. УГКЦ в підпіллі
Після приходу радянської влади греко-католицькі церкви України почали закривати. Це не оминуло і Казанівську церкву. У червні 1962 року громади сіл Казанова, Коршева та Лісок вирішили об’єднати у одну – коршівську. Відповідно, церкву у Казанові закрили.
Це був найтяжчий період життя нашої церкви та громади. Радянська влада хотіла перетворити храм на склад для льону, але парафія на чолі зі старшим братом Пижуком Андрієм не дозволили це зробити, заховавши при цьому ключі від церкви. 27 років церква була закрита.
І тільки у 1989 році, коли УГКЦ вийшла із підпілля, Казанівська церква відкрила свої двері. Згідно зі словами очевидців у храмі був безлад: все припало пилом, вкрилося павутиною і зя’вилося багато гнізд птахів. Вікна були розбитими, а хрести, документи та навіть дзвони вивезли до інших сіл (Коршів, Велика Кам’янка).
На свято Покрови Пресвятої Богородиці церкву урочисто відкрили та наново освятили. Парохом тоді став священик Богдан Лесюк. Того ж року перед храмом встановили пам’ятний хрест в честь тисячоліття хрещення України-Русі, де в день звільнення від кріпацтва освячували паски.

### Період Незалежної України
До 1992 року тривали реставраційні роботи. Всі давні розписи, ікони та їхні оздоблення відновлювали художники. Інші майстри працювали із зовнішнім виглядом церкви. На церкву також одразу встановили віднайдені хрести, повставляли вікна, там, де це було необхідно, замінили бляху на даху церкви та встановили дзвони у дзвіницю. Храм набув свого попереднього вигляду.
З 1990-х до початку 2000-х до церкви добудували ґанки, навколо подвір’я храму позрізали всі високі липи, які загрожували падінням на церкву, також на подвір’ї збудували каплицю. Старший брат Марусяк Василь доклав чимало зусиль до значного відновлення церкви.
В ці часи двічі проводилися святі місії. На знак цього на подвір’ї храму, окрім старого хреста при вході, який стоїть тут вже з часу будівництва храму, встановили ще два схожих. Одна з таких місій проходила з 2 по 9 жовтня 1994 року.
З 30-х років XX століття аж до 2020 року зовнішній вигляд церкви практично не змінювався. Тут далися в знаки ті майже 30 років закритої церкви. Храм почав протікати в багатьох місцях. Подекуди взимку біля престолу у вівтарі можна було замітати сніг.
І тільки у травні 2020 року на чолі зі старшим братом Триногою Михайлом розпочалися масові відновлювальні роботи. Все починалося із відновлення куполів, хрестів, бань. Всі нові хрести та купольці освячував отець Михайло Годованець. Пізніше взялися за встановлення нових пластикових вікон, перекриття верху, укріплення стелі храму, оздоблення зовнішнього фасаду церкви. Не оминули оновлення навіть дзвіниця та церковне подвір’я. Замість стежок – тротуарна плитка, навколо якої посаджені кущі та квіти, нові брами, хвіртки, добудова паламарні, проведення системи електричних проводів, встановлення гучномовців. На подвір’ї знайшлося місце навіть для гойдалки для дітей.

### Російсько-українська війна (з 2014) та російське вторгнення (з 2022)
Від початку російсько-української війни по нині церква бере активну участь у підтримці Збройних Сил України, а саме: часто проводиться збір коштів та продуктів для ЗСУ, збір коштів на допомогу переселенцям та дітям сиротам. З парафії багато чоловіків беруть участь у військових діях на передовій.

## Традиції та християнські реліквії
Церковна громада на чолі зі священиком часто мали традицію йти прецесійною ходою до сільських хрестів, каплиць та криничок з джерелами, де проводилися молебні, акафісти та навіть освячення води на Богоявлення. Також на свято арх. Михаїла навколо храму завжди тричі обходили з іконою архистратига Михаїла, яка до речі стоїть у храмі на невеликому, так званому, поставці, на якому написана одна з найстаріших відомих ікон храму. Цій іконі вже майже 200 років.
Всі олтарі храму були оздоблені отцем Августином Левицьким, а матеріали були надалі Миколою Досином та Василем Черкасом у 1912 році. Цікавою особливістю є те, що вони вміщують у себе декілька ікон і час від час їх замінювали на інші, просто пересуваючи вгору чи вниз. Це могли робити на празники, храмові свята тощо.
У церкві архистратига Михаїла збереглося чимало старовинних книг. Одна з найстаріших ще з 1840 року.
Великий стародавній іконостас перебуває у тому ж вигляді, який він мав 180 років тому.

## Парохи
Список парохів та священників церкви з 1795 р. до 2023 р.:
- 1795-1834 — от. Іоанн Савіцький
- 1834-1892 — от. Олександр Левицький
- 1892-1893 — от. Ярослав Майковський
- 1893-1924 — от. Августин Левицький
- 1924-1925 — от. Володимир Левицький
- 1925-1931 — от. Василь Залуцький
- 1931-1962 — от. Іоан Козуб
- 1962 — от. Михайло Федорак
- 1989-1990 — от. Богдан Лесюк
- в період (1990-2007) — от. Петро (невідомо), от. Дмитро Поляк, от. Руслан Ваврик, от. Ігор Куник, от. Іван Турба, от. Василь Палійчук
- 2007-2022 — от. Михайло Годованець
- з 2022 і до сьогодні — от. Андрій Гончаренко